# Saarhölzbachtal - Zunkelsbruch
Saarhölzbachtal - Zunkelsbruch este o arie protejată (arie specială de conservare — SAC, sit de importanță comunitară — SCI, arie de protecție specială avifaunistică — SPA) din Germania întinsă pe o suprafață de 152 ha, integral pe uscat.

## Localizare
Centrul sitului Saarhölzbachtal - Zunkelsbruch este situat la coordonatele 49°30′43″N 6°37′51″E / 49.5119°N 6.6308°E.

## Înființare
Situl Saarhölzbachtal - Zunkelsbruch a fost declarat sit de importanță comunitară în octombrie 2000 pentru a proteja 7 specii de animale. Alte tipuri de protecție:
- arie de protecție specială avifaunistică (în februarie 2006)[3]
- arie specială de conservare (în ianuarie 2017)[2][4][5]

## Biodiversitate
Situată în ecoregiunea continentală, aria protejată conține 5 habitate naturale: Formațiuni ierboase bogate în specii de Nardus, dezvoltate pe substraturi silicioase în zone montane (și în zone submontane, în Europa continentală), Liziere de ierburi înalte hidrofile de câmpie și de nivel montan până la alpin, Fânețe de joasă altitudine (Alopecurus pratensis, Sanguisorba officinalis), Mlaștini turboase de tranziție și turbării mișcătoare, Păduri de fag Luzulo-Fagetum.
La baza desemnării sitului se află mai multe specii protejate:
- păsări (4): pescăruș albastru (Alcedo atthis), ciocănitoare neagră (Dryocopus martius), Falco peregrinus peregrinus, ciocănitoare verzuie (Picus canus)
- nevertebrate (2): Limoniscus violaceus, rădașcă (Lucanus cervus)
- pești (1): cicar (Lampetra planeri)

Pe lângă speciile protejate, pe teritoriul sitului au mai fost identificate 20 de specii de plante, 9 specii de nevertebrate.